# شهرداری زاهدان

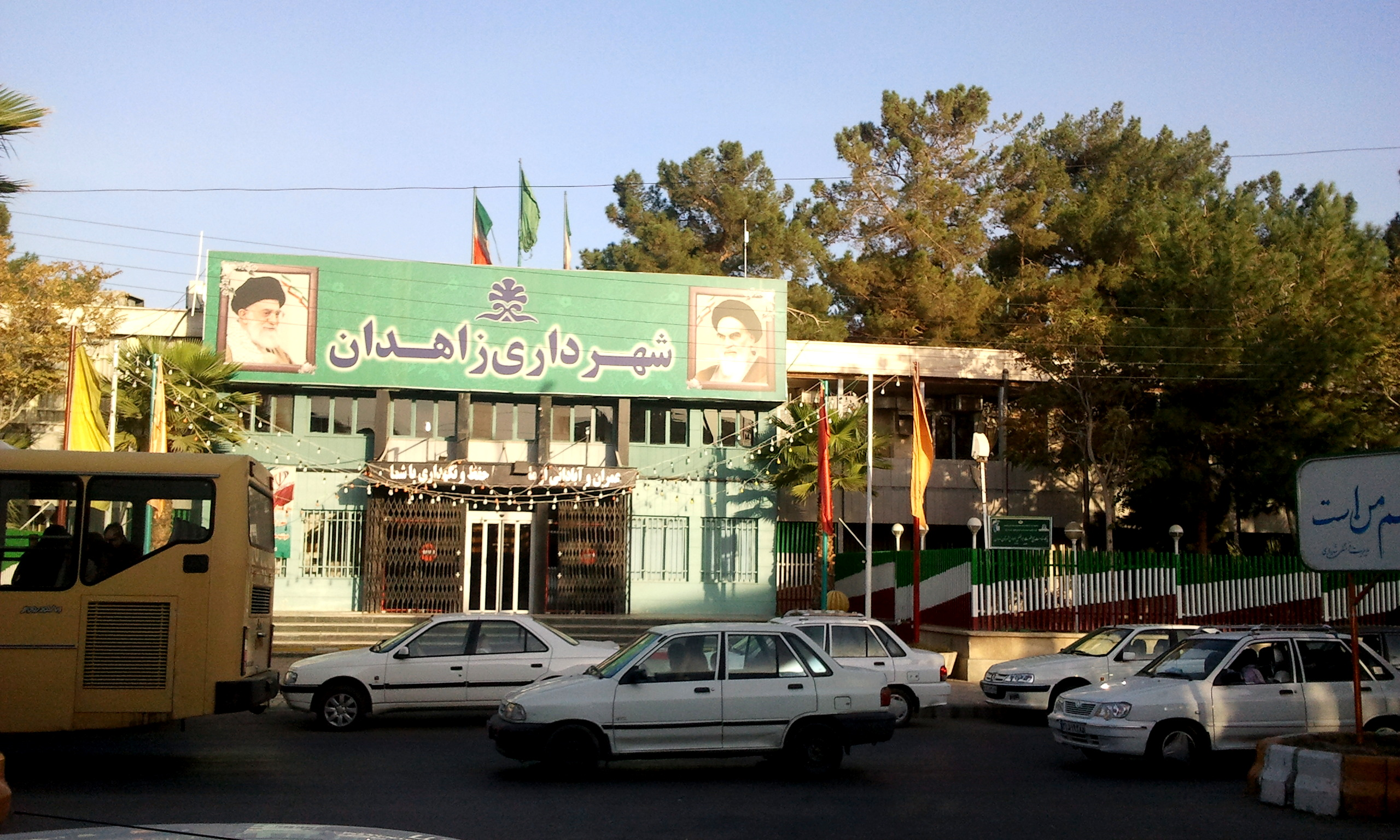
نمایی از شهرداری زاهدان

شهرداری زاهدان یک سازمان عمومی غیردولتی است که مسئولیت اداره شهر زاهدان را بر عهده دارد. بالاترین مقام اجرایی این سازمان شهردار زاهدان است که توسط شورای شهر زاهدان انتخاب می‌گردد. شهر زاهدان به ۵ منطقه تقسیم شده‌است. بر اساس درجه‌بندی منتشرشده توسط سازمان شهرداری‌ها و دهیاری‌های کشور در سال ۱۴۰۰، درجهٔ شهرداری زاهدان ۱۱ است.

## تاریخچه
شهرداری زاهدان در سال ۱۳۱۷ خورشیدی با عنوان بلدیه تأسیس شد. شمار کارکنان این شهرداری در دهه ۱۳۲۰، بالغ بر ۱۰ نفر بوده که وظیفهٔ پاکسازی شهر و آبرسانی به نقاط مختلف آن را برعهده داشته‌است.

## مناطق شهرداری
شهرداری زاهدان به ۵ منطقه شهرداری تقسیم شده‌است.

## ساختار سازمانی

### معاونت‌ها
- معاونت مالی و اقتصادی
- معاونت امور زیربنایی و حمل‌ونقل شهری
- معاونت خدمات شهر
- معاونت برنامه‌ریزی و توسعه منابع انسانی
- معاونت سرمایه‌گذاری و مشارکت‌های مردمی
- معاونت شهرسازی و معماری

### سازمان‌ها
- سازمان فناوری اطلاعات و ارتباطات
- سازمان آتش‌نشانی و خدمات ایمنی
- سازمان فرهنگی، اجتماعی و ورزشی
- سازمان سیما، منظر و فضای سبز شهری
- سازمان عمران و بازآفرینی فضاهای شهری
- سازمان مدیریت پسماند
- سازمان مدیریت حمل‌ونقل بار و مسافر
- سازمان مدیریت آرامستان‌ها
- سازمان ساماندهی مشاغل شهری و فرآورده‌های کشاورزی[۴]

## بودجه
شورای اسلامی شهر زاهدان، بودجهٔ شهرداری زاهدان را برای سال ۱۴۰۱، ۱۵۵۰ میلیارد تومان تصویب کرد.
| سال  | بودجه مصوب (میلیارد تومان) | منبع  |
| ---- | -------------------------- | ----- |
| ۱۳۹۷ | ۲۶۰                        | [ ۵ ] |
| ۱۳۹۸ | ۴۱۰                        | [ ۶ ] |
| ۱۳۹۹ | ۶۰۰                        | [ ۷ ] |
| ۱۴۰۰ | ۱۴۰۰                       | [ ۸ ] |
| ۱۴۰۱ | ۱۵۵۰                       | [ ۹ ] |

## حمل‌ونقل عمومی
بر اساس آمار ارائه‌شده توسط سازمان شهرداری‌ها و دهیاری‌های کشور در نیمه دوم دهه ۱۳۹۰، ناوگان حمل‌ونقل عمومی زاهدان شامل ۷۰ اتوبوس، ۳۴۷۱ تاکسی، و ۱۰۷ ون بوده‌است.